# Parc naturel Fanes - Sennes - Braies
Le parc naturel Fanes-Sennes-Braies ou parc naturel Fanes-Sennes et Braies (Naturpark Fanes-Sennes-Prags en allemand et parch natural Fanes-Senes-Braies en ladin) est un espace naturel protégé de la province de Bolzano. Il a été créé en 1980 et occupe une superficie de 25 453 ha. C'est l'un des plus grands parcs du Tyrol du Sud.

## Géographie
Le parc est bordé au nord par le val Pusteria, à l'ouest avec le val Badia, au sud par la frontière entre le Tyrol du Sud et la Vénétie ou la vallée des Travenanzes, et à l'est par le parc naturel des Tre Cime, précisément le val di Landro.
Les plus hauts sommets atteignent 3 000 m d'altitude et donnent sur les vastes hauts plateaux de Fanes, Sennes, Fosses et Prato Piazza. Le parc est également traversé par l'Alta Via no 1 et l'Alta Via no 3. Les principaux accès au parc sont les deux branches de la vallée de Braies (depuis le lac du même nom ou  Prato Piazza), le col de Locia depuis San Cassiano in Badia et le val di Marebbe, en amont du village de San Vigilio di Marebbe.
À l'intérieur du parc, il y a aussi un ancien fort austro-hongrois datant de la Première Guerre mondiale, le fort Prato Piazza.

## Hydrologie
Les principaux lacs du parc sont le lac de Braies, le lac de Dobbiaco, le lac de Limo, le lac Piciodel et le lac de Rufiedo.

## Pics majeurs
- Croda Rossa d'Ampezzo, 3 146 m
- Pic des Cunturines, 3 064 m
- La Varella, 3 055 m
- Cima Dieci, 3 026 m
- Cima Fanis di Mezzo, 2 989 m
- Cima Nove, 2 968 m
- Monte Cavallo, 2 907 m
- Pic de Vallandro, 2 839 m
- Croda del Becco, 2 810 m
- Col Becchei, 2 794 m
- Mont Pares, 2 396 m
- Monte Serla, 2 378 m
- Monte Specie, 2 307 m

## Communes
Les municipalités du parc sont Dobbiaco, Braies, Valdaora, Marebbe, La Valle et Badia.